# Michele Tito
Michele Tito   (Trieste, 18 de juny de 1920 - Trieste, 11 de gener de 1961) va ser un atleta italià, especialista en el curses de velocitat, que va competir durant la dècada de 1940.
El 1948 va prendre part en els Jocs Olímpics de Londres, on va guanyar la medalla de bronze en els 4x100 metres relleus del programa d'atletisme. Formà equip amb Enrico Perucconi, Carlo Monti i Antonio Siddi.

## Millors marques
- 100 metres. 10.5" (1941)[1][2]